# Portugiesische Badmintonmeisterschaft 2019
Die Portugiesische Badmintonmeisterschaft 2019 fand vom 1. bis zum 2. Juni 2019 in Caldas da Rainha statt. Es war die 62. Austragung der nationalen Titelkämpfe in Portugal.

## Medaillengewinner
| Disziplin    | Gold                           | Silber                               | Bronze                                 |
| ------------ | ------------------------------ | ------------------------------------ | -------------------------------------- |
| Herreneinzel | Bernardo Atilano               | Bruno Carvalho                       | Daniel Mendes                          |
| Herreneinzel | Bernardo Atilano               | Bruno Carvalho                       | Gil Martins                            |
| Dameneinzel  | Sónia Gonçalves                | Sofia Setim                          | Adriana F. Gonçalves                   |
| Dameneinzel  | Sónia Gonçalves                | Sofia Setim                          | Helena Pestana                         |
| Herrendoppel | Bruno Carvalho Tomás Nero      | Fernando Silva Hugo Rodrigues        | Diogo Silva Miguel Pinto               |
| Herrendoppel | Bruno Carvalho Tomás Nero      | Fernando Silva Hugo Rodrigues        | Rodrigo M. Almeida Tomás Correia       |
| Damendoppel  | Joana Lopes Mariana Chang      | Adriana F. Gonçalves Sónia Gonçalves | Alice Silva Ana Reis                   |
| Damendoppel  | Joana Lopes Mariana Chang      | Adriana F. Gonçalves Sónia Gonçalves | Ana Rita Fernandes Claudia S. Lourenço |
| Mixed        | Bernardo Atilano Mariana Chang | Tomás Nero Ana Reis                  | Bruno Carvalho Sónia Gonçalves         |
| Mixed        | Bernardo Atilano Mariana Chang | Tomás Nero Ana Reis                  | João Chang Joana Lopes                 |